# ابن السلار الشافعي
أمين الدين عبد الوهاب بن يوسف ابن السلار (698 - 782 هـ / 1299 - 1380 م) هو شيخ القراء في عصره بدمشق. أخذ القراءة والحديث بالشام ومصر وبغداد، عن كثير من المشايخ. وخرّج له الجمال السرمدي «مشيخة» حدّث بها. وكان يقرئ العربية والفرائض. وأخذ القراءة عنه أهل الشام وغيرهم. له «خطب» مدونة. وتأليف في «القراءات».

## اسمه ونسبه
هو أمين الدين أبو محمد عبد الوهاب بن يوسف بن إبراهيم بن بيرم بن بهرام بن السلار محمود بن عبيد بن السلار بختيار الدمشقي، الشافعي، العلّامة،  زوج زينب ابنة الامام شرف الدّين عبد الله ابن تيمية أخي تقي الدين ابن تيمية.

## حياته العلمية
عني بالعلم وأخذ عن التقي الصالح وجماعة، وكانت لديه معرفة بالفرائض والعربية، وله مشاركة في الفقه، والتفسير، وصنف في القراءات مؤلفات مفيدة، وله خطب جياد، وكتب الطباق بدمشق.
انتهت إليه رئاسة الإقراء، وخرج له الجمال السرمري مشيخة وحدث بها، وولي المشيخة الكبرى بدمشق بعد الشيخ أبي المعالي محمد بن أحمد بن علي، المعروف بابن اللبان، المتوفى سنة 776 هـ، وانتهت إليه المشيخة بالشام.

## شيوخه وتلاميذه

### شيوخه
حفظ القرآن الكريم، وأخذ القراءات، وسمع الحديث من عدد من الشيوخ في دمشق،  وبغداد،  والبصرة، ومصر والحجاز، منهم:
- مجير الدين محمد بن عبد العزيز البياني.
- وجيه الدين يحيى بن أحمد بن خذاذاذ الخلاطي.
- التقي الصائغ وتفرد به بدمشق.
- الشهاب أحمد بن محمد بن إسماعيل الحراني، قراء عليه إلى سورة المؤمنون وتوفي الشهاب.
- جمال الدين المزي.
- أيوب الكحال.
- أسماء بنت صصرى.
- وقرأ على الشيخ بدر الدين أبي عبد الله محمد بن أحمد بن بصخان بتربة أم الصالح بدمشق سنة 719 هـ.

### تلاميذه
أخذ عنه القراءة أهل الشام وغيرهم منهم:
- الشيخ نصر الدين الجوخي.
- محمد بن مسلم الخراط.
- أحمد بن البانياسي.
- شعبان الحنفي.
- محمود السمناني.
- محمد بن محمد البلوي.
- عمر الخفاف.
- الشيخ بيروالتبريزي.
- الشيخ عمران بن إدريس الجلجولى
- عمر بن اللبان.
- أبو عبد الله محمد بن البلوي
- زينب بنت الكمال.[8]
- شمس الدين بن الجزري، وغيرهم.

## ثناء العلماء عليه
- قال شمس الدين بن الجزري: «كان إمامًا خيرًا دينًا منقطع القرين جامعًا لفنون من العلم كالنحو والفقه والتفسير، وهو أول شيخ انتفعت به، ولازمته، وصححت عليه الشاطبية دروسا وعرضا».[5]
- قال ابن حجر: «وكان ثقة، صحيح النقل، وله نظم، وألّف مؤلفات محرّرة».[6] وقال أيضاً:«اكثر عَنهُ أهل الشَّام وَغَيرهم فِي الْقِرَاءَة وَكَانَ يقظاً دينا صَحِيح النَّقْل».[8]
- وقال ابن العماد: «تفرد بدمشق وأتقن الفرائض والعربية والقراءات وله فيها مؤلفات حسنة مفيدة».[9]
- وقال ابن ناصر الدين الدمشقي: «الشَّيْخ الامام الْعَالم شيخ الْقُرَّاء عُمْدَة أهل الْأَدَاء أَمِين الدّين علم المجودين بَقِيَّة السّلف الصَّالِحين».[3]

## مصنفاته
- طبقات القراء السبعة وذكر مناقبهم وقراءاتهم.
- وله منظومة في رثاء شيخ الإسلام ابن تيمية، يقول في مطلعها:[3]كل حي له الممات ورودليس في الدنيا لمرء خلوداكل خل مفارق لخليلكل وصل إلى انفصال يعود

## وفاته
توفي ليلة الأربعاء ثامن عشر شعبان سنة اثنتين وثمانين وسبعمائة ة (782 هـ)، ودفن بمقابر الصوفية جوار شيخ الإسلام ابن تيمية كما أوصي.

## وصلات خارجية
- طبقات القراء السبعة وذكر مناقبهم وقراءاتهم - المكتبة الشاملة.